# Генрикув (Великопольське воєводство)
Генрикув (пол. Henryków) — село в Польщі, у гміні Роздражев Кротошинського повіту Великопольського воєводства.
Населення — 71 особа (2011).
У 1975-1998 роках село належало до Каліського воєводства.

## Демографія
Демографічна структура станом на 31 березня 2011 року:
|          | Загалом | Допрацездатний вік | Працездатний вік | Постпрацездатний вік |
| -------- | ------- | ------------------ | ---------------- | -------------------- |
| Чоловіки | 37      | 8                  | 23               | 6                    |
| Жінки    | 34      | 5                  | 19               | 10                   |
| Разом    | 71      | 13                 | 42               | 16                   |